# Katharina Morik

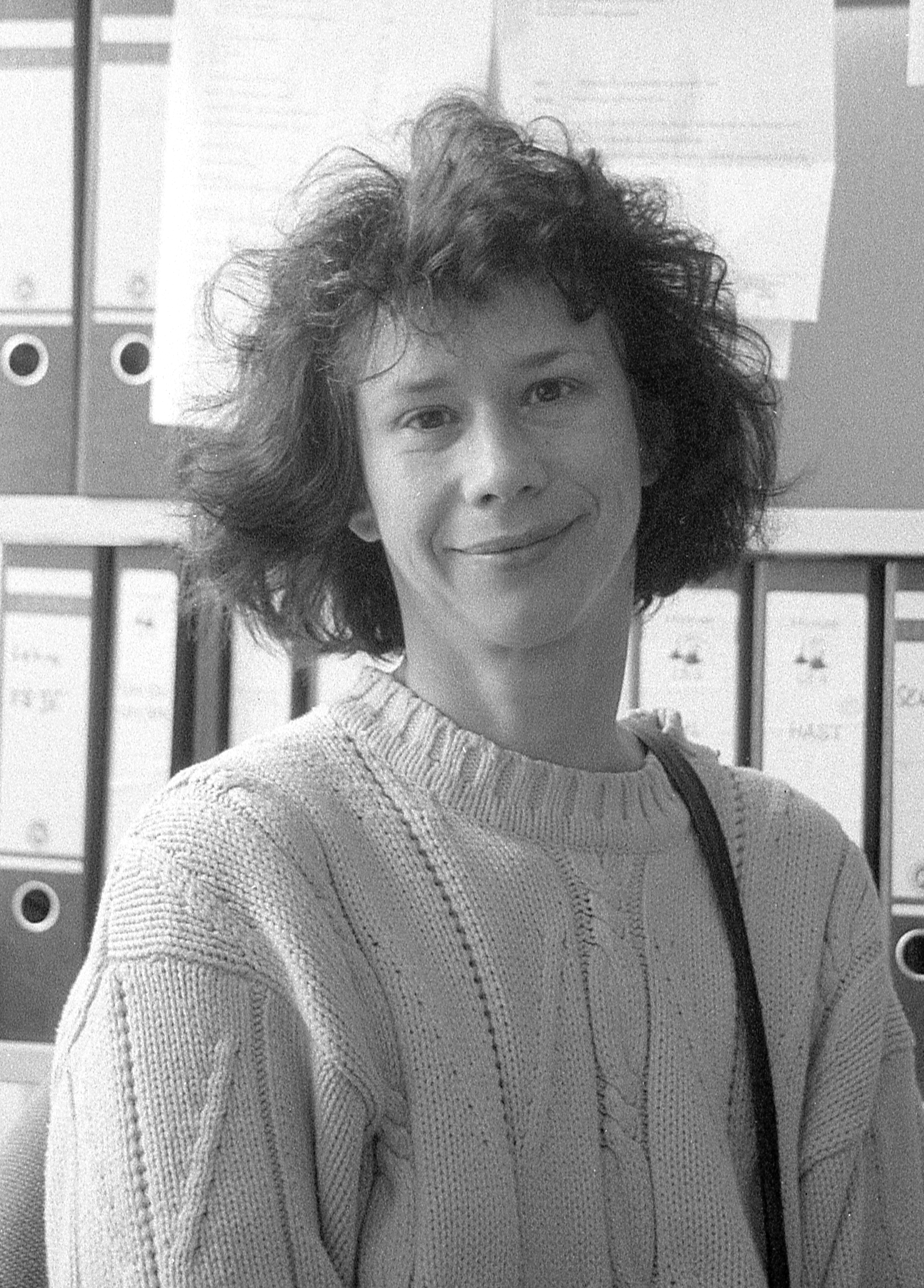
Katharina Morik 1995 in ihrem Büro an der TU Dortmund

Katharina Morik (* 14. Oktober 1954 in Hagen) ist eine deutsche Informatikerin und Leiterin des Lehrstuhls für Künstliche Intelligenz an der Fakultät für Informatik der Technischen Universität Dortmund.

## Werdegang
Morik begann 1973 ihr Studium an der Universität Hamburg. 1981 wurde sie dort bei Walther von Hahn am Lehrstuhl „Natürlichsprachliche Systeme (NatS)“ mit einer Dissertation zum Thema „Validierung von Überzeugungssystemen der Künstlichen Intelligenz vor dem Hintergrund linguistischer Theorien über implizite Äußerungen“ promoviert.
Anschließend arbeitete Katharina Morik als Postdoktorandin im Projekt „HAMburg Application-oriented Natural-language System“ (HAM-ANS) an der Universität Hamburg. 1985 übernahm sie an der TU Berlin die interne Projektleitung für das Verbundprojekt LERNER, in dem das erste deutsche maschinelles Lernen integrierende Wissenserwerbssystem entwickelt wurde. Ihre Ausrichtung, ein solches System als Assistenten für den Wissensingenieur zu konzipieren („sloppy modeling“), führte sie nach ihrer Habilitation 1988 an der TU Berlin im Rahmen des zum Programm „European Strategic Program on Research in Information Technology“ (ESPRIT) gehörenden Projektes „Machine Learning Toolbox“ bei der Gesellschaft für Mathematik und Datenverarbeitung in Sankt Augustin fort. Katharina Morik organisierte den elften deutschen Workshop "Künstliche Intelligenz" 1987 mit Dimitris Karagiannis und den "International Workshop on Knowledge Representation and Organization in Machine Learning" im gleichen Jahr. Seit der ersten European Working Session on Learning in Paris 1986 hat sie gemeinsam mit Yves Kodratoff die "European Conference on Machine Learning" (ECML) vorangebracht, die später zur "European Conference on Machine Learning and Principles and Practice of Knowledge Discovery in Databases" (ECML PKDD) wurde. Sie war Vorsitzende des Programmkomitees in den Jahren 1989 und 2008 sowie regelmäßig Gutachterin oder Meta-Gutachterin. Seit 2009 ist sie Mitglied im Steering Committee der Konferenz. Gemeinsam mit Xindong Wu gründete sie zudem die "IEEE International Conference on Data Mining", dessen Steering Committee sie von 2002 bis 2007 angehörte. 2004 leitete sie das Programm der Konferenz zusammen mit Rajeev Rastogi und hatte seitdem unterschiedliche Rollen innerhalb der Konferenz inne, darunter Vice Chair, Awards Chair, Demo Chair sowie Panel Chair.
1991 nahm Morik den Ruf auf die C-4-Professur im Fachbereich Informatik der Technischen Universität Dortmund an. Ihre Forschungsschwerpunkte liegen in den Bereichen Machine Learning und Data Mining, insbesondere unter den Aspekten „Big Data Analytics“, „Embedded Analytics“, „Multi-media mining“, „Algorithmen auf Datenströmen“, „Analysis of language corpore“ und „Data mining für Nachhaltigkeit“. Als Professorin für Künstliche Intelligenz bildete sie viele später international renommierte Forscher aus. So betreute sie als Erstgutachterin die Doktorarbeiten u. a. von Stefan Wrobel (Fraunhofer-Institut für Intelligente Analyse- und Informationssysteme IAIS), Thorsten Joachims (Cornell University) und Ingo Mierswa (RapidMiner).
Frühzeitig erkannte Katharina Morik den Bezug von Maschinellem Lernen und Cyber-Physical Systems und warb im Jahr 2011 den Sonderforschungsbereich (SFB) 876 - Verfügbarkeit von Information durch Analyse unter Ressourcenbeschränkung mit 12 Projekten und mehr als 50 Doktoranden ein, dessen Leiterin sie ist. Der für alle der drei möglichen Projektphasen durch die Deutsche Forschungsgemeinschaft (DFG) geförderte SFB 876 widmet sich der Verbindung von Maschinellem Lernen, technischer Informatik und Big Data für Energie sparende Analysealgorithmen von sehr großen Datenströmen.
Seit 2018 ist Katharina Morik Sprecherin des Kompetenzzentrums Maschinelles Lernen Rhein-Ruhr (ML2R). Das durch das Bundesministerium für Bildung und Forschung (BMBF) geförderte Zentrum ist eines von sechs bundesweiten Kompetenzzentren für Künstliche Intelligenz. Die Technische Universität Dortmund, das Fraunhofer-Institut für Intelligente Analyse- und Informationssysteme IAIS, das Fraunhofer-Institut für Materialfluss und Logistik IML und die Rheinische Friedrich-Wilhelms-Universität Bonn sind am ML2R beteiligt. 2018 beauftragte Bundesforschungsministerin Anja Karliczek Morik mit der Koordinierung der deutschen Kompetenzzentren für Künstliche Intelligenz auf Bundesebene. Sie verantwortet zudem die Abstimmung sowie den inhaltlichen und thematischen Austausch zwischen dem Netzwerk deutscher KI-Zentren und dem französischen National AI Research Network.

## Auszeichnungen
- Seit 2019 GI-Fellow der Gesellschaft für Informatik e.V.[9]
- Seit 2016 Mitglied der Nordrhein-Westfälischen Akademie der Wissenschaften und der Künste[10]
- Seit 2015 Mitglied der Deutschen Akademie der Technikwissenschaften[11]
- Seit Mai 2013 Mitglied von AcademiaNet nach Nominierung durch die Deutsche Akademie der Technikwissenschaften und die Deutsche Forschungsgemeinschaft[12]

## Publikationen (Auswahl)
- Katharina Morik, Stefan Wrobel, Jörg-Uwe Kietz, Werner Emde: Knowledge Acquisition and Machine Learning – Theory, Methods, and Applications. Academic Press. 1993 ISBN 978-0-125-06230-5 (eingeschränkte Vorschau)
- Jörg-Uwe Kietz, Katharina Morik: A Polynomial Approach to the Constructive Induction of Structural Knowledge. In: Machine Learning Journal, Vol. 14, No. 2, 1994, S. 193–218. doi:10.1023/A:1022626200450
- Katharina Morik, Ingo Mierswa: Automatic Feature Extraction for Classifying Audio Data. In: Machine Learning Journal, Vol. 58, 2005, S. 127–149, Springer. doi:10.1007/s10994-005-5824-7
- Michael Wurst, Katharina Morik: Distributed Feature Extraction in a P2P Setting – A Case Study. In: Future Generation Computer Systems, Vol. 23, No. 1, 2007, S. 69–75. doi:10.1016/j.future.2006.04.004
- Katharina Morik, Kanishka Bhaduri, Hillol Kargupta: Introduction to data mining for sustainability. In: Data Mining and Knowledge Discovery Journal, Vol. 24, No. 2, 2012, S. 311–324. doi:10.1007/s10618-011-0239-5
- Sangkyun Lee, Marco Stolpe, Katharina Morik: Separable Approximate Optimization of Support Vector Machines for Distributed Sensing, In: P.A. Flach, T. De Bie, N. Cristianini (Hrsg.): Machine Learning and Knowledge Discovery in Databases. ECML PKDD, 2012, S. 387–402, Springer 2012. ISBN 978-3-642-33485-6 doi:10.1007/978-3-642-33486-3_25
- Niko Piatkowski, Sangkyun Lee, Katharina Morik: Spatio-Temporal Random Fields: Compressible Representation and Distributed Estimation, In: Machine Learning Journal, Springer 2013 doi:10.1007/s10994-013-5399-7
- IceCube Collaboration, Katharina Morik: Development of a General Analysis and Unfolding Scheme and its Application to Measure the Energy Spectrum of Atmospheric Neutrinos with IceCube; In: Eur. Phys. J. C. 2015. doi:10.1140/epjc/s10052-015-3330-z
- Nico Piatkowski, Sangkyun Lee, Katharina Morik: Integer undirected graphical models for resource-constrained systems. In: Neurocomputing, Vol. 173, No. 1, 2016, S. 9–23.
- Sebastian Buschjäger, Katharina Morik: Decision Tree and Random Forest Implementations for Fast Filtering of Sensor Data. IEEE Transactions on Circuits and Systems I 2018: Regular Papers, Vol. PP, No. 99, S. 1 – 14. doi:10.1109/TCSI.2017.2710627